# Vercelli Szent Özséb
Vercelli Szent Özséb (latinul: Eusebius Vercellensis), (Szardínia, 283. március 2. körül – Vercelli, 371. augusztus 1.) Vercelli püspöke, ókeresztény író.

## Élete
Rómában szentelték pappá, és 344 körül lett Vercelli első püspöke. Jelen volt a 355-ös milánói zsinaton, ahol fellépett Alexandriai Szent Atanáz védelmében, és szembeszegült az ariánusokat támogató II. Constantius római császárral. Magatartásért viszont a palesztinai Szküthopoliszba, majd Kappadókiába és Egyiptomba száműzték. Csak Julianus Apostata trónralépésekor, 361-ben térhetett vissza. A 362-es alexandriai zsinaton békült ki – Szent Atanázzal együtt – az ariánusokkal. Később Poitiers-i Szent Hilárt támogatta a milánói Auxentius püspökkel szemben. Idős korában Vercelliben a papságával együtt szerzetesi fegyelemben élt haláláig, és bár nem szenvedett vértanúságot, a száműzetése során viselt sok szenvedése miatt vértanúként tisztelték.

## Művei
- Három levelén kívül talán ő írta a Codex Vercellensist, amely Szent Jeromos Vulgata című műve előtti latin fordítású evangéliumi szöveget tartalmaz.
- Latin nyelvre fordította Kaiszareiai Euszebiosz zsoltárkommentárját is, azonban ez az írása elveszett a századok során.[2]